# Just Don't Give a Fuck
«Just Don't Give a Fuck» (відомий як «I Just Don't Give A» або «Just Don't Give a F***» у чистій версії) — дебютний сингл американського репера Емінема. Оригінальна версія з'являється як єдиний сингл на мініальбомі Slim Shady EP, а згодом перезаписана версія з'явилась в його дебютному альбомі The Slim Shady LP на мейджор-лейблі. 
Згідно з книгою Angry Blonde, це була перша «справжня» пісня Емінема, і саме тоді він вперше придумав тему «Slim Shady».
Пісня не досягла високих позицій, зайнявши лише 62-е місце у Hot R&B/Hip-Hop Singles & Tracks.

## Зміст
Як і безліч пісень Емінема, «Just Don't Give a Fuck» підкреслювала грубість його промови, сексуальний підтекст, згадка насильства, наркотиків і чіткі рими, що складаються з асонансу і алітерацій з комічним ухилом.
У другому куплеті Емінем дисить різних реперів, таких як Everlast, Miilkbone і Vanilla Ice, кожен з яких пізніше випустив відповіді. Miilkbone випустив «Dear Slim» і «Presenting Miilkbone», а Vanilla Ice випустив «Exhale» і «Hip Hop Rules» у 2001 році у своєму альбомі Bi-Polar. Everlast мав тривалув ворожнечу з Емінемом. Незважаючи на те, що Емінем дисив Vanilla Ice в інших композиціях (таких як «Marshall Mathers» і «Role Model»), він не відповів ні йому, ні Miilkbone після їхніх диссів.

## Музичне відео
Музичне відео чорно-біле, проте злегка помітні зелений і червоний кольори. Події відбуваються влітку в трейлерному парку. Показано різноманітні сцени, не пов’язані одна з одною, починаючи з хлопчика, якому жінка заважає взяти їжу зі столу. Хлопець повертається як Емінем і душить її. В одній із версій на відео видно, як він б’є її та кидає на ліжко. На відео також є сцени людей, які п’ють і купаються в басейні. Додаткові сцени включають інопланетян, клоуна та людей, які їдять кавуни. Кліп не має якогось певного сюжету. Існує також кольорова версія кліпу.

## Список композицій
| #     | Назва                                    | Автор                                   | Продюсер(и)              | Тривалість |
| ----- | ---------------------------------------- | --------------------------------------- | ------------------------ | ---------- |
| 1.    | «Just Don't Give a Fuck» (album version) | Marshall Mathers Jeffrey Bass Mark Bass | Bass Brothers Eminem [a] | 4:05       |
| 2.    | «Just Don't Give a Fuck» (clean version) | Mathers J. Bass M. Bass                 | Bass Brothers Eminem [a] | 3:47       |
| 3.    | «Just Don't Give a Fuck» (instrumental)  | Mathers J. Bass M. Bass                 | Bass Brothers Eminem [a] | 3:33       |
| 4.    | «Just Don't Give a Fuck» (acapella)      | Mathers J. Bass M. Bass                 | Bass Brothers Eminem [a] | 3:33       |
| 5.    | «Brain Damage» (album version)           | Mathers J. Bass                         | Bass Brothers Eminem [a] | 3:46       |
| 23:12 |                                          |                                         |                          |            |

- ↑  означає співпродюсера.

## Чарти
| Чарт (1998–1999)                               | Пікова позиція |
| ---------------------------------------------- | -------------- |
| США Bubbling Under Hot 100 Singles (Billboard) | 14             |
| США (Hot R&B/Hip-Hop Songs) (Billboard)        | 62             |
| США (Rap Songs) (Billboard)                    | 5              |